# 小柳友貴美
小柳 友貴美（こやなぎ ゆきみ、1958年〈昭和33年〉4月9日 - ）は、日本の女優。東京都葛飾区出身。旧芸名小柳 みゆき。ウイーズカンパニー所属。既婚（2001年 - ）。

## 来歴・人物
1977年、静岡県立下田南高等学校卒業と同時に「欽ドン劇団」に参加。
同劇団の解散後の1979年、萩本欽一の付き人になる。
1982年、『欽ドン!良い子悪い子普通の子』での「悪いOL」役で売れっ子になった。同番組で共演した生田悦子・松居直美と「よせなべトリオ」名義でレコーディングした楽曲「大きな恋の物語」がヒットした。1983年には同番組に「悪い子」役で出演していた西山浩司とのユニット「ニックじゃがあず」名義で「ヨロシク原宿」を出している。
『欽ドン!』への出演終了後は女優として活動。
1992年、小柳友貴美に改名（コサキンのラジオ番組で改名した理由を問われた際には「（みゆきだと）男運が悪い」と答えている）。

## 出演

### バラエティ
- 欽ドン!（フジテレビ）
- みんな出て恋恋来い!（フジテレビ）
- 欽ちゃんのどこまでやるの!（テレビ朝日）[4]

### テレビドラマ
- 噂の刑事トミーとマツ 第51話（1980年、TBS / 大映テレビ） - のぶこ婦警 役
- 月曜ドラマランド / うっかり夫人ちゃっかり夫人（1983年、CX）
- 嫁ぐ日'84（1984年8月25日、NHK） - ミユキ 役
- 花王愛の劇場（TBS）
  - いつか誰かと（1990年）
  - 空への手紙（1999年）
- 土曜ワイド劇場
  - 「はみだし弁護士・巽志郎2」（1997年）
  - 「狩矢父娘シリーズ」
    - 第5作（2004年）
    - 第7作（2006年）

  - 「検事・朝日奈耀子」
    - 第3作（2005年）
    - 第7作（2009年）
    - 第16作（2015年） - 小泉浩子 役
    - 第18作（2016年） - 売馬久留代 役

  - 「新・警視庁女性捜査班2」（2007年）
  - 「鉄道捜査官9」（2008年）
  - 「棟居刑事シリーズ4」（2009年）
  - 「森村誠一の灯」（2009年）
  - 「広域警察1」（2010年） - 日野貴子 役
  - 「タクシードライバーの推理日誌28」（2010年） - 秋元政枝 役
  - 「100の資格を持つ女〜ふたりのバツイチ殺人捜査〜10」（2015年） - 萩文子 役
  - 「人類学者・岬久美子の殺人鑑定6」（2016年） - 東千春 役
- 天上の青（1994年、NHK）
- 私の中の誰か〜買い物依存症の女たち〜（1998年、NHK）
- 暴れん坊将軍IX 第2話「狙われた女の園 消えた五千両の謎」（1998年、ANB） - おたね 役
- 月曜ドラマスペシャル（TBS）
  - 「西伊豆人情ツアー御手洗華子の事件日誌」（1999年）
  - 「十津川警部シリーズ19」（2000年）
  - 「税務調査官・窓際太郎の事件簿4」（2000年）
  - 「早乙女千春の添乗報告書10」（2000年） - 津和田登紀子 役
  - 「浅見光彦シリーズ15 志摩半島殺人」（2001年）
- 晴れ着、ここ一番（2000年、NHK）
- 愛の劇場（TBS）
  - ママまっしぐら!（2000年）
  - 新・天までとどけ 第5シリーズ（2004年）
  - ママはバレリーナ（2005年） - 村田サエ子 役
- 女と愛とミステリー（TX）
  - 「四つの終止符」（2001年）
  - 「犯罪交渉人ゆり子2」（2002年） - 下条明美 役
  - 「ヤメ検弁護士・英剛直」（2002年）
  - 「北アルプス山岳救助隊・紫門一鬼6」（2004年） - 早瀬浅子 役
- ドラマ愛の詩 / ズッコケ三人組3（2001年、NHK）
- 月曜ミステリー劇場（TBS）
  - 「探偵 左文字進4」（2001年）
  - 「カードGメン・小早川茜3」（2001年）
  - 「万引きGメン・二階堂雪8」（2002年）
  - 「陰の季節7」（2004年）
  - 「自治会長・糸井緋芽子社宅の事件簿6」（2005年）
- 火曜サスペンス劇場
  - 「だます女だまされる女」（2001 - 2006年） - 木村由美 役
  - 「地方記者・立花陽介19」（2002年） - 遠藤直子 役
  - 「弁護士・高林鮎子30」（2002年）
  - 「六月の花嫁・化身」（2005年）
- はぐれ刑事純情派
  - （2002年） - 君島加奈子 役
  - （2002年） - 川上芳江 役
- ギンザの恋（2002年、YTV）
- 仮面ライダー555 第7話（2003年） - おばさん
- ニコニコ日記（2003年、NHK） - 佐藤のりこ 役
- 逃亡者 RUNAWAY（2004年、TBS）
- 一番大切な人は誰ですか?（2004年、NTV）
- おみやさん
  - 第4シリーズ 第6話（2005年、EX）
  - 第9シリーズ 第1話（2012年） - 岩崎明子 役
- ギャルサー（2006年、NTV）
- 女検事・霞夕子（2006年） - 尾形良子 役
- 金曜プレステージ （CX）
  - 「ひみつな奥さん1」（2006年） - 菅原夫人 役
  - 「おばさんデカ 桜乙女の事件帖(15)ファイナル」（2007年）
  - 「潮風の診療所〜岬のドクター奮戦記〜」（2007年） - 花房キミ 役
  - 「津軽海峡ミステリー航路7」（2008年） - 杉田佳代 役
  - 「探偵倶楽部」（2010年）
- 水曜ミステリー9（TX）
  - 「湯けむりドクター華岡万里子の温泉事件簿2」（2006年） - 松本寿子 役
  - 「ドクター・ヨシカの犯罪カルテ」（2007年）
  - 「松本清張特別企画・聞かなかった場所」（2011年）
  - 「みちのく麺食い記者 宮沢賢一郎2」（2013年） - 斉藤たま子 役
  - 「多摩南署たたき上げ刑事・近松丙吉 11（2013年） - 角本寿子 役
- キッパリ!2（2008年、CBC）
- ほんとにあった怖い話 血ぬられた旅館（2009年、CX）
- 臨場（2009年） - 山原早苗 役
- 月曜ゴールデン（TBS）
  - 「追跡〜失踪人捜査官・石森新次郎」（2008年）
  - 「上条麗子の事件推理6」（2009年） - 田中好江 役
  - 「山岳刑事1」（2012年） - 古岩マサ子 役
  - 「捜し屋★諸星光介が走る!7」（2014年8月11日）
- 任侠ヘルパー 第7話（2009年8月20日、フジテレビ）
- 花嫁のれん（2010年、東海テレビ・フジテレビ） - 白銀吟子 役
- デカワンコ 最終話（2011年3月26日、日本テレビ）
- 京都地検の女（テレビ朝日）
  - 第7シリーズ 第1話（2011年7月7日） - 春川久子 役
  - 第8シリーズ 第2話（2012年7月26日） - 大久保弥生 役
  - 第9シリーズ 第3話（2013年8月1日） - 佐々木美津江 役
- 相棒 season10 第14話「悪友」（2012年2月1日、テレビ朝日） - 桂田良枝 役
- 梅ちゃん先生（2012年、NHK）
- 遺留捜査 第2シーズン（2012年、テレビ朝日） - 永田辰子 役
- 天使はモップを持って 第2話（2013年、NHK BSプレミアム） - 橋爪トメコ 役
- 桜ほうさら（2014年1月1日、NHK） - おたつ 役
- ヒガンバナ〜女たちの犯罪ファイル（2014年10月24日、日本テレビ） - 大山昭子 役
- 最強のふたり〜京都府警 特別捜査班〜 第3話（2015年7月30日、テレビ朝日） - 新山佳世 役
- 子連れ信兵衛（2015年、NHK BSプレミアム） - おちか 役
- スペシャリスト 第7話（2016年2月25日、テレビ朝日） - 馬場小百子 役
- 月曜名作劇場 「湯けむりバスツアー 桜庭さやかの事件簿7」（2016年5月23日、TBS） - 藤崎和代 役
- ハートロス 〜虹にふれたい女たち〜（2016年10月2日、CBCテレビ） - 高木めぐみ 役
- 日曜プライム （テレビ朝日）
  - 狩矢父娘シリーズ18（2017年3月23日） - 大木八重子 役
  - 西村京太郎トラベルミステリー70（2019年） - 竹下千晶 役
- 半分、青い。（2018年、NHK）  - おばさん 役
- みかづき（2019年、NHK） - 永澤寛子 役
- やじ×きた 元祖・東海道中膝栗毛（2019年） - およね 役
- 無用庵隠居修行3（2019年9月13日、BS朝日） - お駒 役
- 家売るオンナの逆襲（2019年） - 山野民子 役
- そして、生きる（2019年） - 鈴木勝子 役
- 科捜研の女
  - Season19 第21話（2019年11月21日、テレビ朝日） - 中野詩子 役
  - Season24（2024年） - 米田絹江 役
- ハイポジ 1986年、二度目の青春。（2020年、BSテレ東） - 小沢あき子（さつきの祖母） 役
- 麒麟がくる（2020年、NHK大河ドラマ）
- 浦安鉄筋家族 第11話（2020年9月19日、テレビ東京） - ばーさん 役
- 東京地検の男（2021年3月24日、テレビ朝日） - 大橋妙子 役
- リコカツ 第1話・第7話（2021年4月16日・5月28日、TBS） - 食堂のおばちゃん 役
- となりのチカラ 第4話（2022年2月24日、テレビ朝日） - 占いの先生 役
- ドクターホワイト 特別編（2022年3月28日） - 患者 役
- 特捜9 Season5 第4話（2022年4月27日） - 岸井里子 役
- 17才の帝国 第1話（2022年5月7日、NHK総合）
- 警視庁捜査一課長 第6シリーズ（2022年） - 土田蘭子 役
- 記憶捜査〜新宿東署事件ファイル〜 第3シリーズ（2022年） ‐ 藤井英子 役
- 赤い霊柩車シリーズ39（2023年） - 村井久美子 役
- 民王R 第6話（2024年11月26日、テレビ朝日） - 婦人会長 役
- 問題物件 第3話（2025年1月29日、フジテレビ） - 伊藤明子 役[5]
- 法廷のドラゴン 第4話（2025年2月7日、テレビ東京） - 海老原鈴子 役[6]
- Dr.アシュラ 第10話（2025年6月18日、フジテレビ） - ホームレス・ユキコ 役

### 映画
- 二代目はクリスチャン（1985年）
- 熱海殺人事件（1986年）
- ぼくらの七日間戦争（1988年） - 小柳教諭 役
- ときめきメモリアル（1997年） - 八百屋
- マンガくん（1999年）
- お受験 OJUKEN（1999年） - 聖園小学校の先生
- ドリームメーカー（1999年） - ローン会社社員
- リング0 バースデイ（2000年） - 看護師
- 案山子（2001年） - 管理人
- 陰陽師（2001年） - 産婆
- 壬生義士伝（2003年） - タネ 役
- 伍ノ珠「苺狩り」（2003年） - 主婦
- 六ノ球「エドちゃん」（2003年） - 清水満智子 役
- ハート・オブ・ザ・シー（2003年）
- 陰陽師II（2003年）
- ほたるの星（2004年） - 草尾先生 役
- ムーンライト・ジェリーフィッシュ（2004年）
- 早咲きの花（2006年） - 竹内ウメ 役
- Mayu ココロの里（2007年）
- おくりびと（2008年）
- 白夜行（2011年）
- 貞子3D2（2013年）
- ラストレシピ〜麒麟の舌の記憶〜（2017年） - 助産師
- 血ぃともだち（2019年製作、2022年2月5日公開）
- カムイのうた（2024年）[7]